# Air Berlin

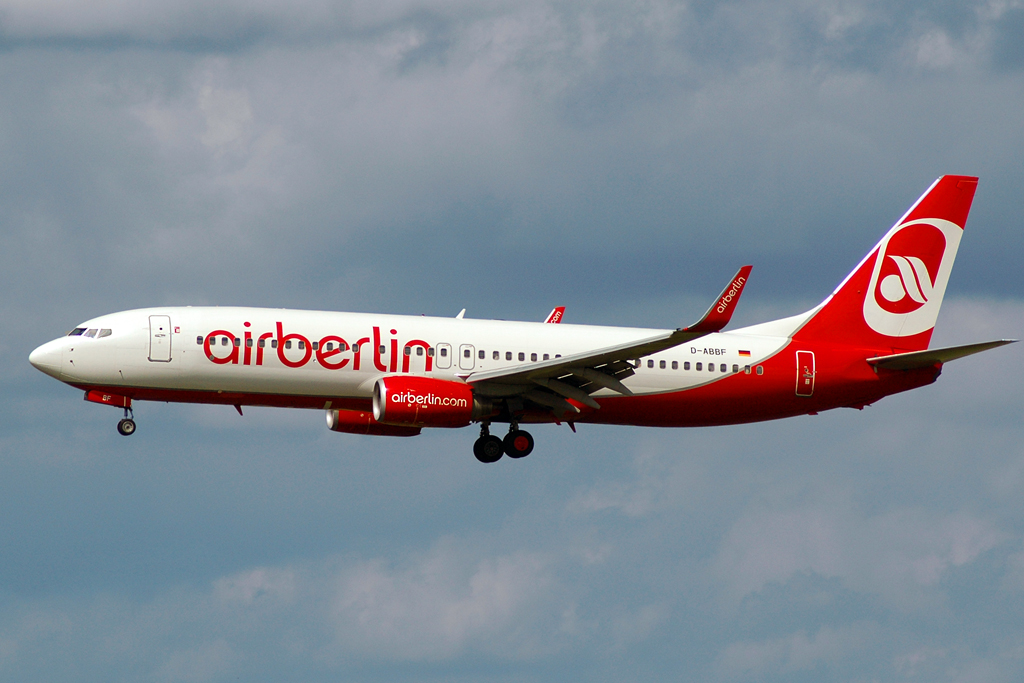
Boeing 737–800

Air Berlin (повна юридична назва Air Berlin PLC & Co. Luftverkehrs KG) — колишня авіакомпанія із Німеччини, з головним офісом у Берліні. Є третьою за об'ємами перевезень серед бюджетних авіакомпаній Європи (після Ryanair та EasyJet). Код ICAO: BER. Належить до дешевих авіаліній. Пропонує перевезення головним чином до середземноморських курортів. У 2006 році ця авіакомпанія здійснила перевезення близько 19,7 млн пасажирів.
У серпні 2017 року оголосила про банкрутство.

## Історія
Air Berlin заснована в липні 1978 року як американська авіакомпанія, що базувалася в Орегоні (США). Початок польотів — у квітні 1979 року. В 1992 році придбана групою німецьких бізнесменів і зараз базується в Німеччині. Входить в число компаній, що відлітали без нещасних випадків за майже 30-літню історію. 

Повітряний флот цієї авіакомпанії складається із 133 літаків, що виконують рейси у 80 міст світу.
Збанкрутіла 15 серпня 2017. Рейси продовжені до 15 листопада за рахунок кредиту уряду в 115 млн. євро.

## Галерея

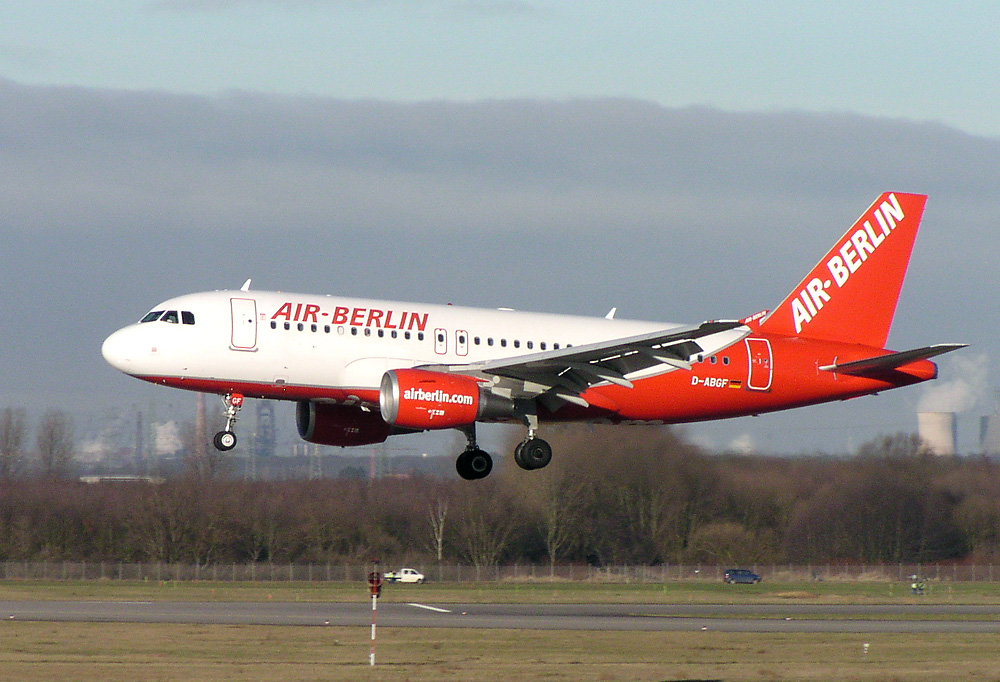
Airbus A319
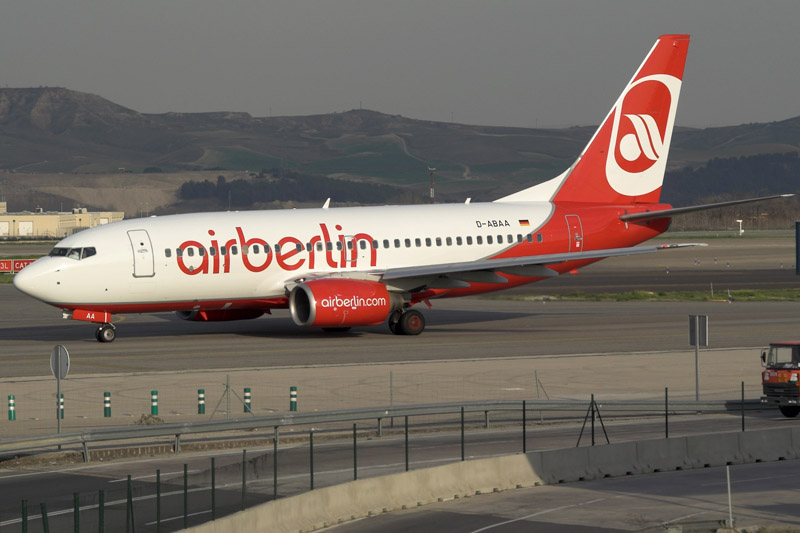
Boeing 737-700
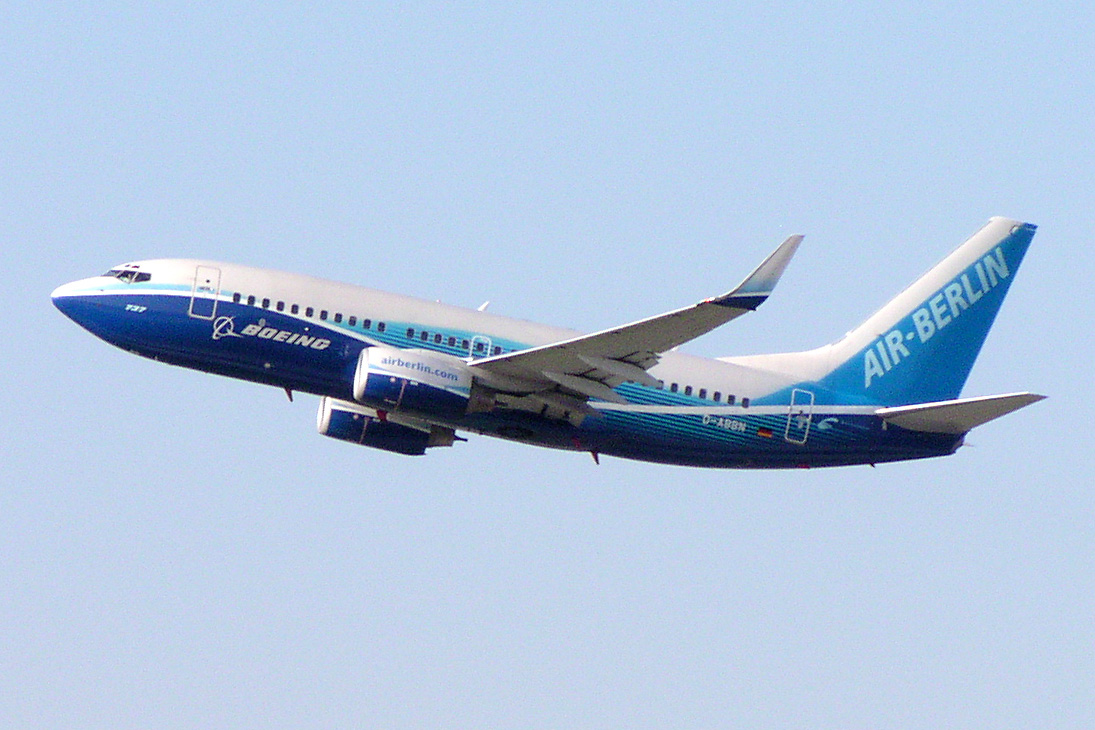
Boeing 737-800